# Woodridge (Illinois)
Woodridge ist ein Village im Cook, DuPage und im Will County im Nordosten des US-amerikanischen Bundesstaates Illinois und Bestandteil der Metropolregion Chicago.
Die Bevölkerung betrug laut der Volkszählung im Jahr 2000 30.934 Einwohner. Bei einer offiziellen Schätzung im Jahr 2009 wurden 34.173 Einwohner ermittelt. Das U.S. Census Bureau hat bei der Volkszählung 2020 eine Einwohnerzahl von 34.158 ermittelt.
In Woodridge ist die Morey Corporation, ein Campus des Westwood Colleges, die Wilton Brands Inc., die Pabst Brewing Company und der Seven Bridges Golfplatz und Siedlungsentwicklungsgesellschaft angesiedelt.
Woodridge wurde am 24. August 1959 mit weniger als 500 Einwohnern auf einem bewaldeten Gebiet mit Blick auf den DuPage River East gegründet. Woodridge ist eine junge Gemeinde, die überwiegende Mehrheit der Häuser, Geschäfte und Kirchen wurde nach den 1950er Jahren gebaut. Woodridge wurde von dem Bauunternehmer Albert Kaufman gegründet, der auch weitgehend verantwortlich für die Errichtung des Dorfes war. Im Juli 2007 wurde Woodridge vom Money Magazine auf Platz 61 der 100 Besten Orte zum Leben gewählt.

## Geographie
Laut dem United States Census Bureau hat der Ort eine Gesamtfläche von 21,6 km² von denen 21,5 km² Land- und 0,1 km² Wasserfläche sind. Die Nachbargemeinden von Woodridge sind Downers Grove, Bolingbrook, Naperville, Darien, Lisle und Lemont.

## Demografische Daten
Laut der Volkszählung im Jahr 2000 lebten 30.934 Einwohner in 11.382 Haushalten und 8.092 Familien in Woodridge. Die Bevölkerungsdichte betrug 1.435,5 Einwohner pro km. Es gab 11.708 Wohneinheiten mit einer durchschnittlichen Dichte von 543,3 Einheiten pro km².
Es gab 11382 Haushalte, in denen in 38,3 % der Fälle Kinder unter 18 Jahren lebten, davon 57,1 % als zusammenlebende, verheiratete Paare, 10,5 % hatten einen weiblichen Haushaltsvorstand ohne Ehemann und 28,9 % waren keine Familien. 23,5 % aller Haushalte bestanden aus Einzelpersonen und in 3,2 % lebten Menschen, die 65 Jahre oder älter waren. Die durchschnittliche Haushaltsgröße betrug 2,71 und die durchschnittliche Familiengröße lag bei 3,26.
In Woodridge lag der Bevölkerungsanteil der unter 18-Jährigen bei 27,3 %, 9,2 % waren 18 bis 24 Jahre alt, 36,0 % waren 25 bis 44 Jahre alt, 22,2 % waren 45 bis 64 Jahre alt und 5,3 % waren 65 Jahre oder älter. Das Durchschnittsalter betrug 33 Jahre. Auf je 100 Frauen gab es 99,0 Männer. Auf 100 Frauen im Alter von 18 Jahren oder älter kamen 96,8 Männer.
Das mittlere Einkommen für einen Haushalt betrug USD 52.842 und das mittlere Einkommen für eine Familie lag bei USD 73.691. Männer hatten ein mittleres Einkommen von USD 59.159 gegenüber USD 39.475 für Frauen. Die Pro-Kopf-Einkommen betrug USD 27.851. Über 5,2 % der Familien und 5,8 % der Bevölkerung lebten unterhalb der Armutsgrenze, davon waren 4,5 % unter 18 Jahren alt und 3,9 % gehörten zur Altersgruppe 65 Jahre oder älter.

## Religion
In Woodridge gibt es zwei katholische Pfarreien: Christ the Servant und St. Scholastica. Beide gehören zum Dekanat South DuPage Deanery im Bistum Joliet in Illinois.

## Klima und Umwelt
Woodridge weist ein feuchtes Kontinentalklima auf. Im Durchschnitt war Juli der wärmste Monat und Januar der kälteste Monat. August hat in der Regel die meisten Niederschläge und Februar die wenigsten. Der höchste gemessene Temperatur für Woodridge lag bei 40,56 °C im Juli 2005. Die niedrigste Temperatur betrug −32 °C und wurde im Januar 1985 gemessen.

## Söhne und Töchter der stadt
- Nick Mazzarella (* 1984), Jazzmusiker